# Lucht-luchtraket

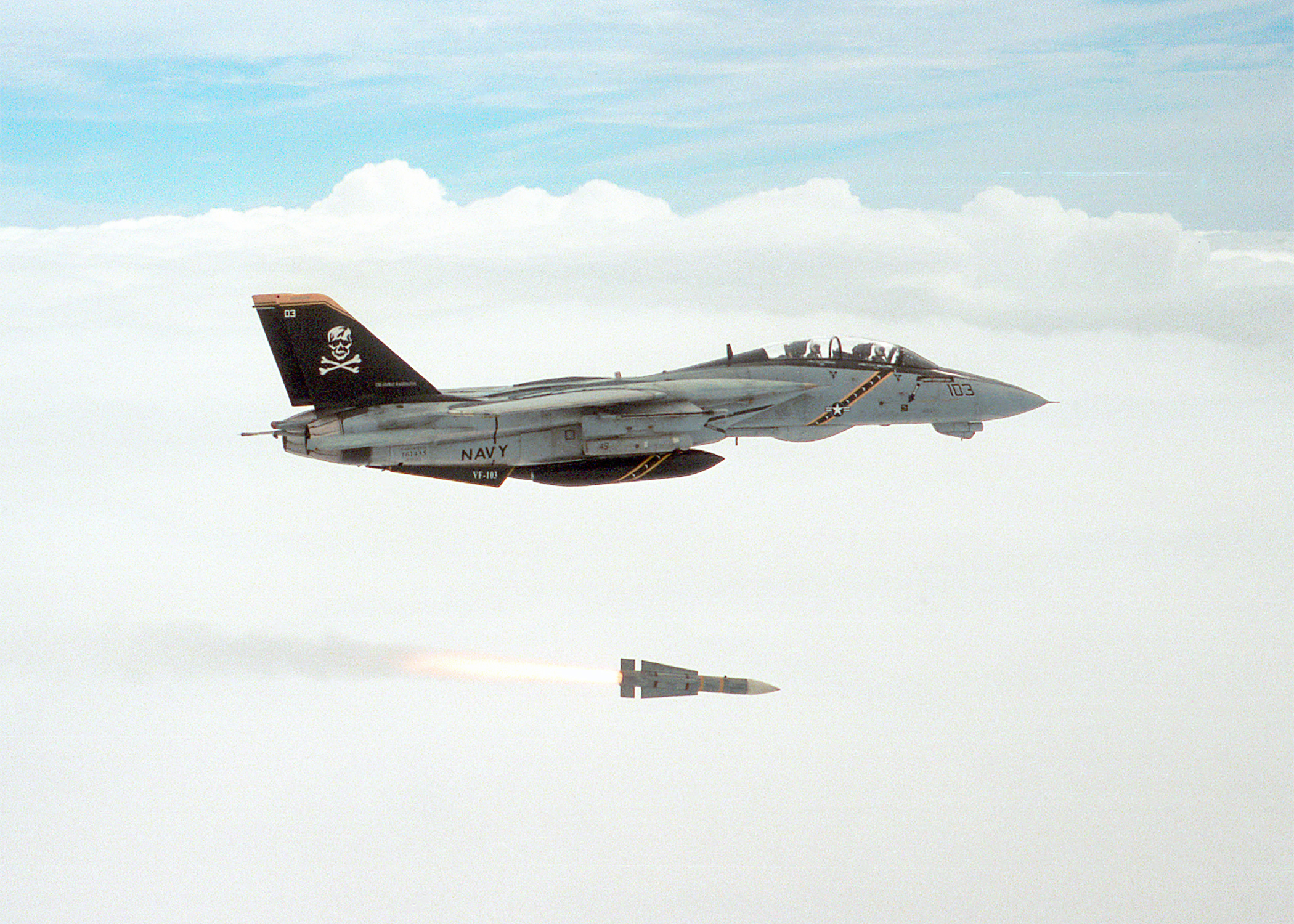
Een F-14B “Tomcat” lanceert een AIM-54 Phoenix, een raket uit 1974 (inmiddels niet meer in gebruik) met een bereik van meer dan 180 km.

Lucht-luchtraketten zijn raketten die vanaf een vliegtuig of helikopter gelanceerd worden op een ander vliegend doel. De eerste lucht-luchtraketten waren ongeleide pijlen aangedreven door buskruit die in de Eerste Wereldoorlog als doel hadden vijandelijke luchtschepen neer te halen. Deze raketten hadden een bereik van wat meer dan honderd meter. Moderne lucht-luchtraketten zijn geleide wapens, voortgestuwd door een raketmotor, die hun doel kunnen raken van meer dan honderd kilometer afstand. Het doel wordt meestal vernietigd door de explosieve lading die de raket draagt.

## Geschiedenis

### Eerste Wereldoorlog

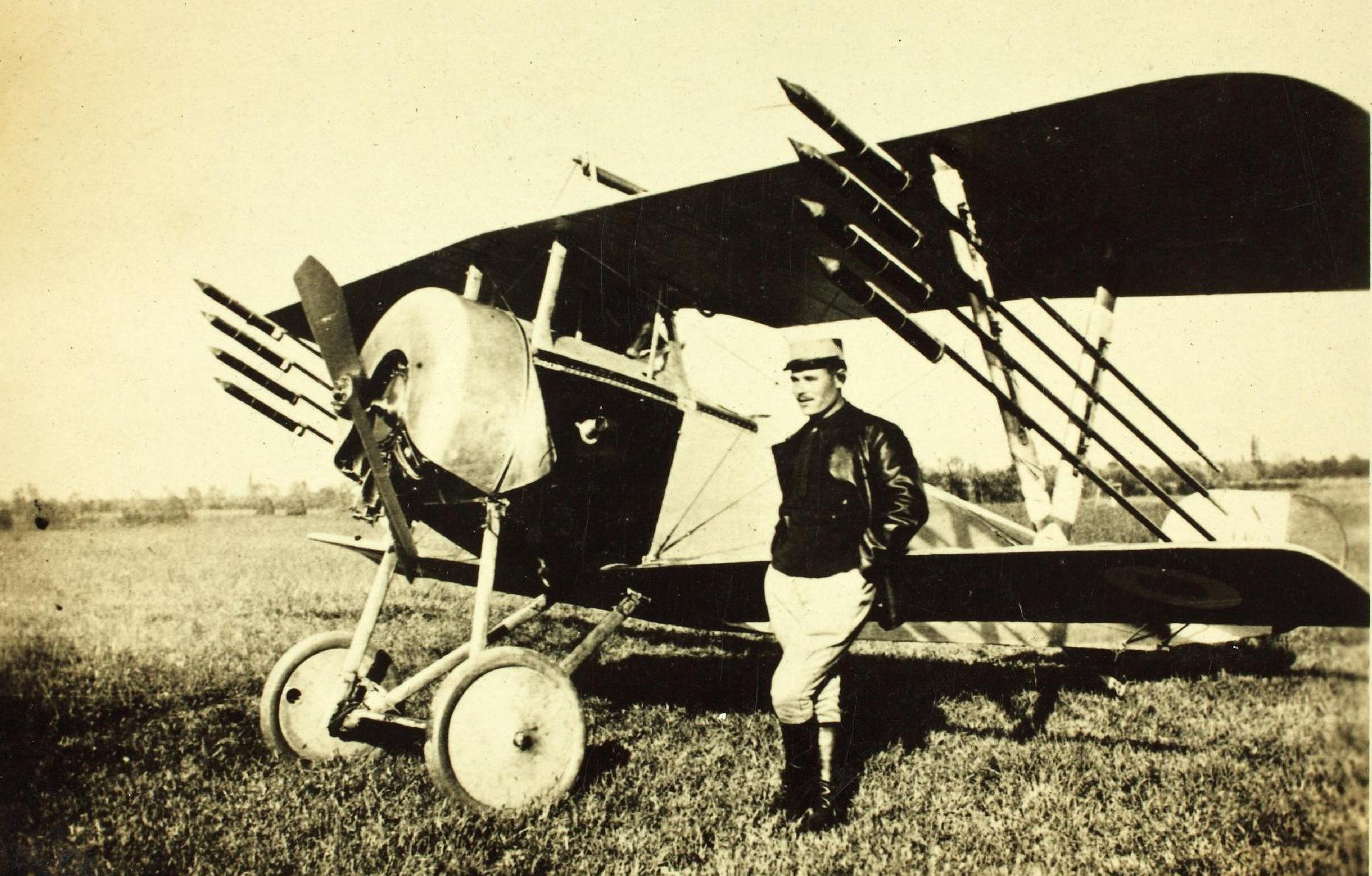
Een Nieuport 11 gewapend met Le Prieur raketten

In de Eerste Wereldoorlog werden raketten gebruikt met als doel vijandelijke luchtschepen neer te halen. Successen waren echter beperkt, en aan het einde van de oorlog werden ze vervangen door Pomeroykogels, een type kogel gevuld met nitroglycerine dat brand veroorzaakt. Behalve moeilijk te richten waren deze raketten ook gevaarlijk in het gebruik, doordat de vliegtuigen waarop ze bevestigd waren ook brandbaar waren. Een van de belangrijkste raketten uit de Eerste Wereldoorlog is de Le Prieur raket met een bereik van 115 m. Deze raket werd voor het eerst gebruikt in de Slag om Verdun.

### Tweede Wereldoorlog
Aan het einde van de Tweede Wereldoorlog werden lucht-luchtraketten opnieuw gebruikt, dit keer om bommenwerpers aan te vallen. De traditionele manier van bommenwerpers neerhalen met machinegeweren was niet effectief genoeg omdat de vijandelijke bommenwerpers inmiddels uitgerust waren met staartgeschut. De eerste praktische lucht-luchtraket, de Duitse R4M raket, bleek uiterst effectief, maar kwam te laat om nog iets te veranderen aan het luchtoverwicht dat de geallieerden inmiddels hadden. De Amerikanen en Sovjets ontwikkelden ook hun eigen raketten na het ondergaan van aanvallen door de Duitsers.

### Na de Tweede Wereldoorlog
In de jaren 1950 werden de geleide lucht-luchtraketten ontwikkeld, deze vervingen al snel hun ongeleide varianten vanwege een veel grotere raakkans en een groter bereik. Een uitzondering hierop is de nucleaire McDonnell Douglas AIR-2 Genie die nog tot de jaren 80 bewaard bleef.
Lange tijd waren de infrarood en semiactief geleide varianten dominant. Zelfs in Operatie Desert Storm vielen de meeste luchtoverwinningen nog steeds ten deel aan de AIM-7 Sparrow.
Vanaf de jaren 70 waren de United States Navy en het leger van de Iraanse sjah de eersten die een actief geleide lucht-luchtraket in gebruik namen, de AIM-54 Phoenix. In 1983 volgde de Sovjet-Unie met de R-37. Pas in de jaren 90 werden actief geleide lucht-luchtraketten gemeengoed.
Een andere innovatie was het gebruik van ramjet-aandrijving. Een geheime raket met ramjet-aandrijving werd in de Eerste Golfoorlog gebruikt.

## Gebruik

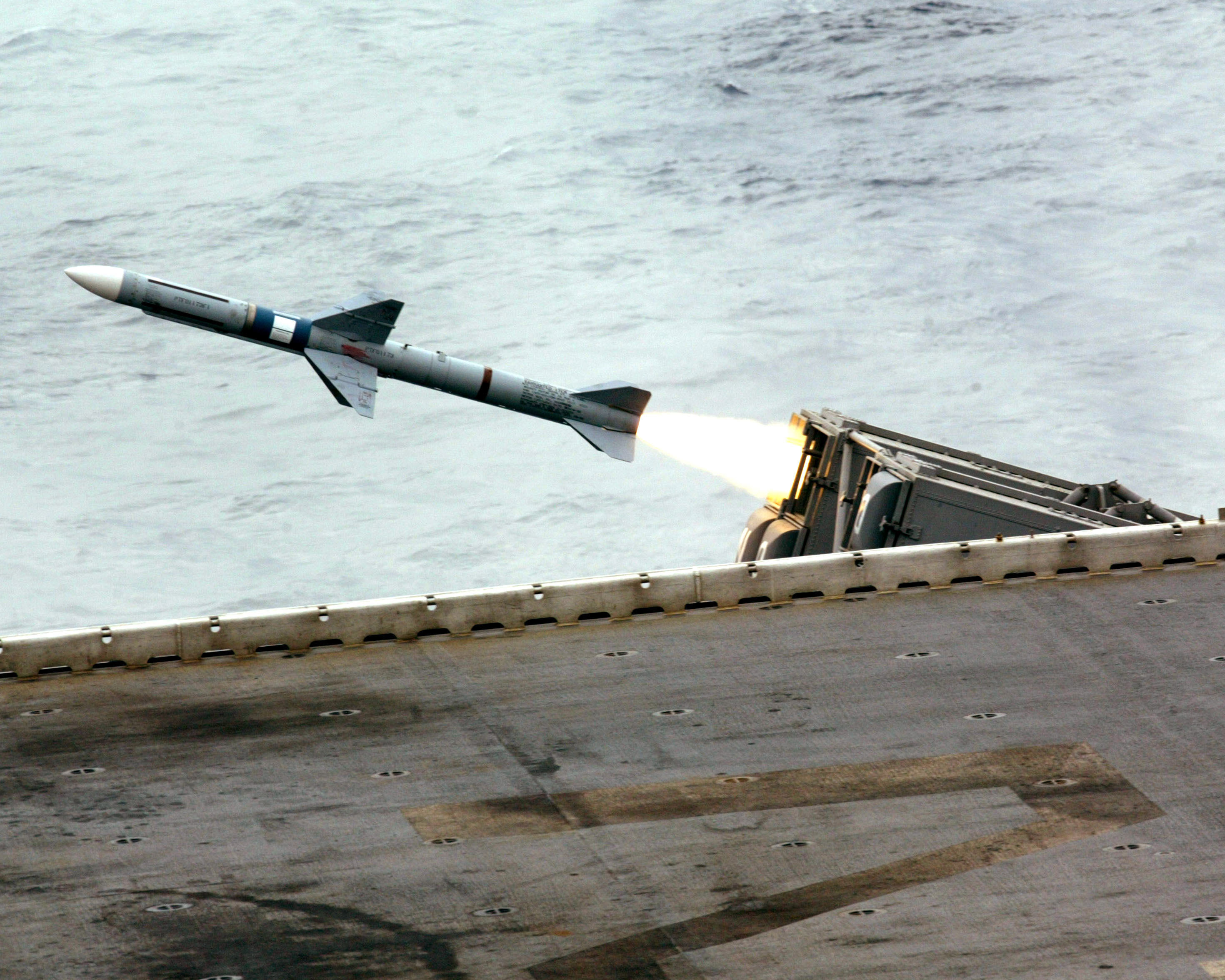
De RIM-7 Sea Sparrow, een lucht-luchtraket aangepast voor lancering vanaf een schip

Sinds de tweede generatie straaljagers zijn deze standaard uitgerust met lucht-luchtraketten. Dit bleek niet altijd even succesvol. De Amerikaanse F-4 Phantom II waarbij het boordkanon was weggelaten en lucht-luchtraketten dus het enige wapen waren, bleek nogal kwetsbaar tegen de veel wendbaardere MiG-17 die alleen een boordkanon had. Hierbij dient wel aangetekend te worden dat dit meer aan de training van de piloten lag dan aan de raketten zelf. Tegenwoordig is de lucht-luchtraket dikwijls het enige wapen dat op jachtvliegtuigen gebruikt wordt. Toch worden, om de fouten uit het verleden niet te herhalen, alle jachtvliegtuigen nog steeds uitgerust met een boordkanon, behalve de F35 B- en C-varianten.
In de afgelopen jaren zijn lucht-luchtraketten in vrijwel elk gelijkwaardig conflict gebruikt. In de Irak-Iranoorlog (1980-1988) schoot Iran tussen de 35 en 45 Iraakse vliegtuigen neer. Ook in de jaren 80 haalde de Britse FAA 72 Argentijnse vliegtuigen neer in de Falklandoorlog met Amerikaanse AIM-9 Sidewinders die ze in de gemeenschappelijke luchtmachtbasis op Ascension opgehaald hadden. De eerste Nederlandse luchtoverwinning met een lucht-luchtraket duurde nog tot 24 maart 1999 toen een F-16 een AIM-120 AMRAAM lanceerde op een Servische MiG-29 in het kader van Operatie Allied Force.
Helikopters zijn meestal niet uitgerust met lucht-luchtraketten, dit omdat ze gemaakt zijn om gronddoelen aan te vallen. Het radarsysteem dat nodig is om luchtdoelen aan te vallen is dan overbodig gewicht. Een aantal helikopters heeft wel de mogelijkheid om infrarood geleide lucht-luchtraketten mee te nemen ter zelfverdediging. Een van deze helikopters is de Kamov Ka-50 die R-73 raketten kan lanceren. Dit is mogelijk doordat de piloot het doel aan kan geven via zijn helm.
Lucht-luchtraketten kunnen in principe ook vanaf de grond worden gelanceerd als luchtdoelraket. Dit levert een kostenbesparing bij de ontwikkeling en productie op omdat vrijwel dezelfde raket voor het hele leger geproduceerd kan worden. Het nadeel hiervan is dat het bereik van de raketten kleiner is wanneer ze van de grond gelanceerd worden. De RIM-7 Sea Sparrow is zo'n raket. Alle fregatten van de Koninklijke Marine zijn hiermee uitgerust.

## Opbouw

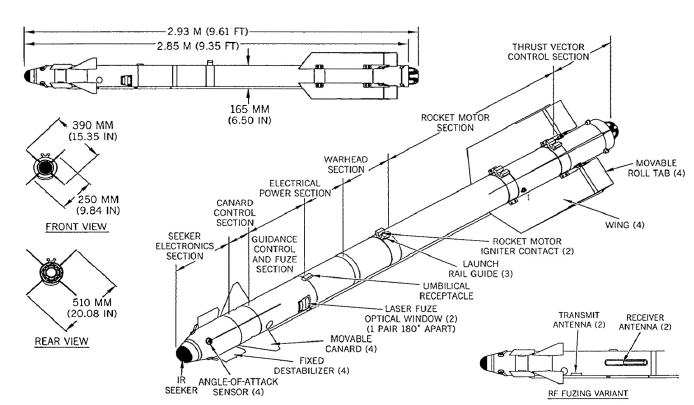
Schema met de verschillende onderdelen van een lucht-luchtraket, in dit geval de R-73.

Elke lucht-luchtraket bestaat uit een aantal onderdelen, waaronder:
- het geleidingssysteem, meestal in de punt van de raket geplaatst,
- de explosieve lading, achter het geleidingssysteem,
- het aandrijvingssysteem,
- het besturingssysteem.

### Geleiding
Alle moderne lucht-luchtraketten maken gebruik van een manier om hun doel te vinden en te volgen om eventuele koerscorrecties te maken. Omdat een luchtdoel over het algemeen erg beweeglijk is is een geleidingssysteem dat met behulp van gps werkt, zoals bij kruisvluchtwapens veelal gebruikt wordt, maar van beperkt nut. De meest voorkomende varianten zijn via radar voor lange of middellange afstand of infrarood voor korte afstand. Geleidingssystemen kunnen ook gecombineerd worden zodat een raket in het begin van zijn traject bijvoorbeeld geleid wordt door het vliegtuig waarvan deze is gelanceerd en daarna zelf zijn doel volgt. Een manier om de raket te ontlopen bestaat erin de geleiding te misleiden met een stoorzender, antiradarsneeuw, lichtkogels of een decoy.

#### Actieve radargeleiding
Bij actieve radargeleiding (Active Radar Homing, kortweg AR) is de raket zelf toegerust met een volledige radarinstallatie, dus een zender en ontvanger. Dit heeft als voordeel dat deze na het lanceren volledig autonoom op zijn doel af kan vliegen. Een nadeel van dit systeem is echter een relatief hoge prijs als het benodigde bereik groot is zoals bij de AIM-54 Phoenix het geval was. Om dit op te lossen wordt er vaak voor gekozen om de raket uit te rusten met een zoeker met beperkt bereik en wordt de raket in zijn begintraject over een datalink bijgestuurd vanuit het vliegtuig waar deze vanaf is gelanceerd (mid-course updating) of wordt de raket voor het lanceren een richting verteld waarin hij moet zoeken (Traagheidsnavigatie). Raketten met zo'n beperkte zoeker zijn onder andere de AIM-120 AMRAAM en de R-77. Men spreekt van Lock-On-After-Launch (LOAL): de raket wordt eerst gelanceerd en dan pas gericht.

#### Semiactieve radargeleiding
Bij semiactieve radargeleiding (Semi-Active Radar Homing, kortweg SARH) heeft de raket alleen een radarontvanger, als zender wordt de zender van het vliegtuig dat de raket lanceerde gebruikt. Dit heeft als voordeel dat de raket minder makkelijk gestoord kan worden en de kosten tegenover actieve radargeleiding relatief laag liggen. Het grootste nadeel van semiactieve radargeleiding is dat het vliegtuig dat de raket lanceert die gedurende het hele traject naar zijn doel moet leiden, en dus niet na het lanceren ervandoor kan gaan. Raketten met semiactieve radargeleiding zijn onder andere de AIM-7 Sparrow en de R-27R. In de Russische invasie van Oekraïne sinds 2022 bleek dit een ernstig nadeel: snel en hoog vliegende Russische Mikojan-Goerevitsj MiG-31 hebben verschillende Oekraïense vliegtuigen neergehaald met de R-37M. De Oekraïense vliegtuigen hadden R-27R en R27ER met passieve radar, waarbij ze hun doelwit met de radar van hun vliegtuig moesten aanstralen om hun raket ernaar toe te geleiden, terwijl de R-77 met actieve radar “fire and forget” is: de piloot lanceert de R-77 en vliegt weg.
De Oekraïense piloten moesten kort bij hun doelwit manoeuvreren om hun R-27 te lanceren.

#### Infraroodgeleiding
Bij infrarood- of warmtegeleiding is de raket uitgerust met een infraroodcamera. Hierdoor is de raket gekenmerkt door een donkere lens op de punt. Omdat warmte infraroodstraling slecht door lucht propageert tegenover radargolven en er veel storingsbronnen zijn, zijn raketten met infrarood geleiding vooral geschikt voor de korte afstand (Within Visual Range, kortweg WVR). Een aantal van zulke raketten zijn de AIM-9 Sidewinder en de R-73. Het voordeel van infraroodgeleiding tegenover radar is dat infrarood zoekers passief zijn, ze zenden geen energie naar het doel en kunnen zo dus ook niet opgemerkt worden. Het voornaamste nadeel van infraroodgeleiding is het feit dat de zoeker gekoeld moet worden. Infrarood werkt slecht in mist of regen, radar werkt daarin nog wel goed. Infrarood werk niet vanaf lange of middellange afstand, radar wel.

### Explosieve lading en ontsteking
Hoewel in het begintijdperk van lucht-luchtraketten ook andere manieren gebruikt werden, zoals de brandstichtende raketten uit de Eerste Wereldoorlog en de nucleaire AIR-2 Genie, zijn de meeste moderne lucht-luchtraketten uitgerust met een explosieve lading. Deze lading bestaat over het algemeen uit een explosieve stof met daarom heen metalen fragmenten. Hierdoor veroorzaakt de raket op twee manieren schade aan zijn doel, via de door de explosie veroorzaakte schokgolf en door de metalen fragmenten die het doel met hoge snelheid raken. Een uitzondering is de Chinese PL-21, die het doel ramt: hit to kill. Een springkop heeft weinig zin als het doel sneller vliegt dan de scherven van de springkop na ontploffing.
De lading kan op twee manieren ontstoken worden, door een directe inslag of door binnen een bepaalde afstand van het doel te vliegen. In het tweede geval zal een nabijheidsontsteking detecteren dat er een object in de buurt is en de lading tot ontploffing brengen. Omdat vliegtuigen, zeker straaljagers, zeer beweeglijk zijn is de nabijheidsontsteking de belangrijkste ontsteking. Een directe inslag komt zelden voor.
Moderne raketten zijn ook uitgerust met een zelfvernietigingssysteem dat zorgt dat de raket ontploft als deze het doel voor langere tijd kwijt raakt of als de raket de controle kwijt raakt doordat deze te langzaam vliegt om nog in de lucht te blijven. Het doel hiervan is tweeledig. De eerste reden is om te voorkomen dat de raket ongewenste doelen raakt als deze zijn doel kwijt is. De tweede reden is om te voorkomen dat geavanceerde rakettechnologie in handen van de vijand komt, dit is namelijk al gebeurd. Toen op 24 september 1958 een Taiwanese F-86 Sabre een AIM-9B Sidewinder raket lanceerde bleef die zonder te ontploffen steken in een Chinese MiG-17. De Chinezen droegen deze raket hierop over aan de Russen die hem lieten kopiëren door het ontwerpbureau Toropov. Deze vrijwel exacte kopie is de K-13.

### Aandrijving
Raketten worden aangedreven door een raketmotor met vloeibare of vaste brandstof. De eerste lucht-luchtraketten werden aangedreven door een motor met vaste brandstof in de vorm van buskruit. Moderne vaste brandstof heeft als voordeel dat het uitvoeren van handelingen met de raket zoals het ophangen van de raket aan een vliegtuig etc. veiliger is omdat er geen lekkages kunnen ontstaan waarbij de doorgaans gevaarlijke raketbrandstof vrij kan komen. Het nadeel is echter dat de reactie niet meer gestopt of afgeremd kan worden als deze eenmaal gestart is. Bij vloeibare brandstoffen is dit wel mogelijk, waardoor de raket relatief langzaam richting zijn doel kan vliegen en daarna naar topsnelheid kan accelereren. Hierdoor wordt het bereik vergroot, de wrijving op een object neemt immers kwadratisch toe met de snelheid. De bereikte snelheden van moderne raketten liggen rond Mach 2,5 voor korte-afstandsraketten en Mach 5 voor lange-afstandsraketten. Sommige moderne raketten, zoals de MBDA Meteor, hebben naast een raketmotor ook nog een ramjet als aandrijving. Een ramjet-motor heeft als voordeel dat deze efficiënter is doordat hij gebruik maakt van de aanwezige (ijle) lucht, en niet zoals een raket een oxidator (zuurstof) hoeft mee te nemen. Een ramjet is de meest efficiënte straalmotor tussen Mach 2 en Mach 6.
Het bereik van een lucht-luchtraket is erg afhankelijk van de hoogte waarop die gelanceerd wordt en van de vliegrichting van het doel. De hoogteafhankelijkheid van het bereik komt doordat er op grotere hoogte minder wrijving is door de geringere luchtdichtheid. De afhankelijkheid van de vliegrichting van het doel wordt veroorzaakt doordat de raket op grote afstand wordt gelanceerd en dus lang onderweg is. Hierdoor heeft het doel in die tijd ook een weg afgelegd. Aangezien beide in staat zijn hoge snelheden te halen (Mach 1,5 tot 2,5 voor straaljagers) heeft dit veel invloed op het bereik waarop de raket gelanceerd kan worden.

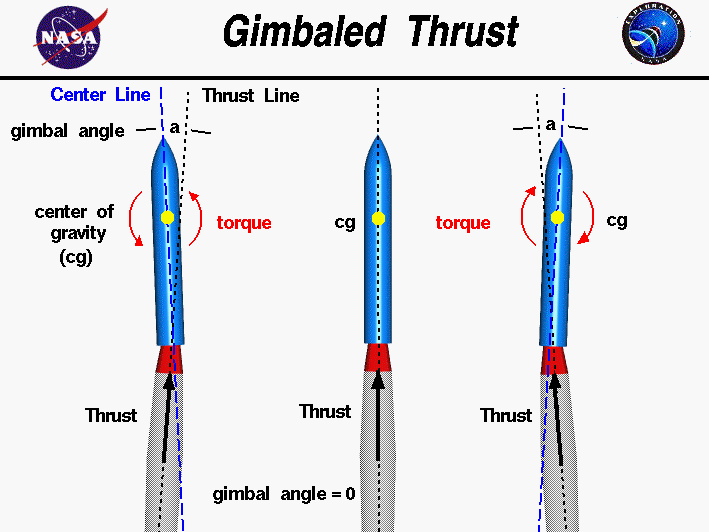
Diagram van een raket met stuwstraalbesturing.

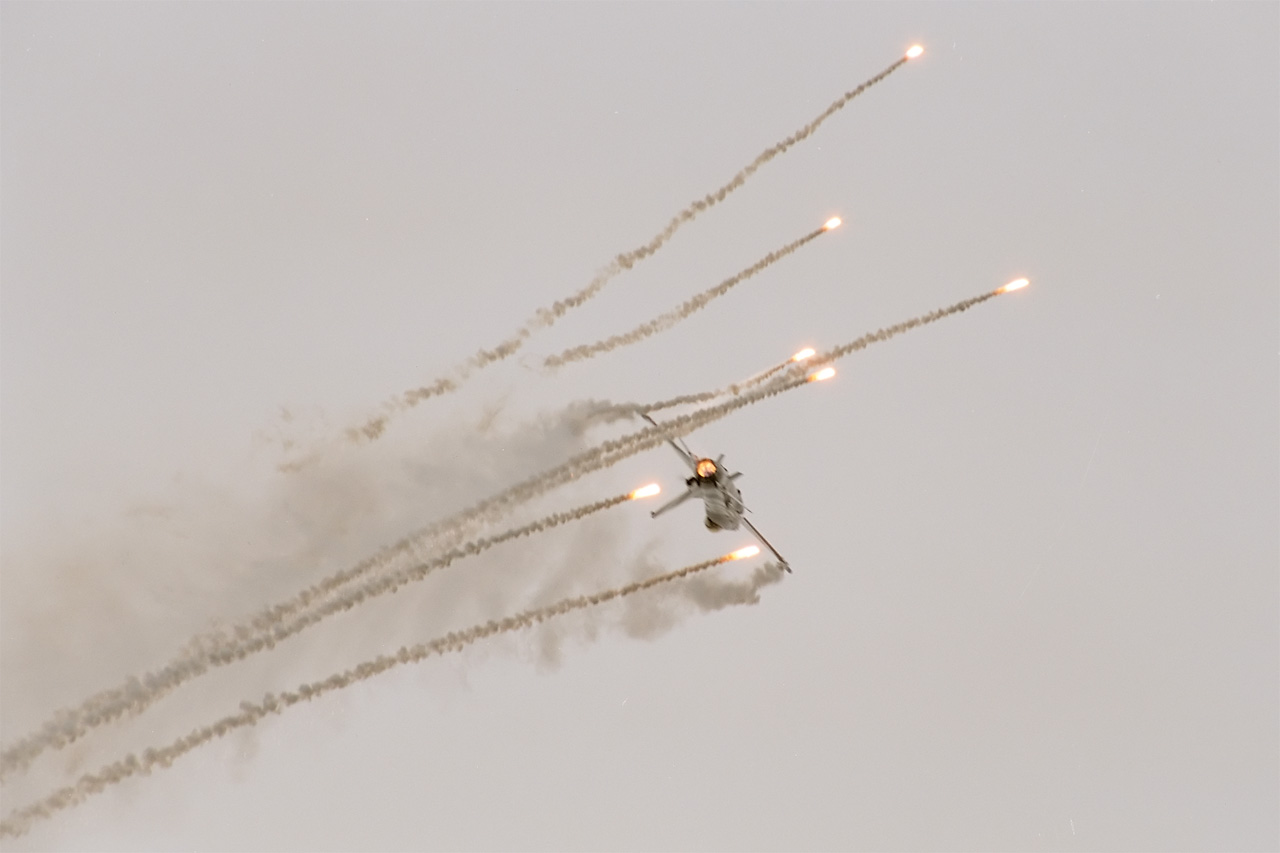
Nederlandse F-16 die flares afschiet.

### Besturing
De besturing van lucht-luchtraketten kan op twee manieren geregeld worden, met behulp van vinnen en met behulp van een beweegbare uitlaat. Hierdoor is de raket zowel op hoge als op lage snelheid wendbaar, iets dat vooral belangrijk is bij korte-afstandsraketten.
Door middel van stuwstraalbesturing met een beweegbare uitlaat kunnen de uitlaatgassen van een raket een richting op gestuurd worden die niet in de richting van de koers van de raket ligt. Hierdoor draait de raket om haar zwaartepunt waardoor de koers verandert.

## Tegenmaatregelen
Er zijn min of meer effectieve tegenmaatregelen tegen luchtdoelraketten.
De beste verdediging is de aanval: First Look, First Shot, First Kill.
Dit komt er dus op aan om de tegenstander op de radar te zien voor hij u op zijn radar ziet. Dit komt dus neer op een combinatie van stealth en een krachtige radar.
De eerste tegenmaatregel is het ontdekken van vijandige vliegtuigen en raketten. Dit gebeurt door middel van een radarverklikker (Radar Warning Receiver, kortweg RWR). Er zijn verschillende types van zulke ontvangers, sommigen zijn in staat vanuit de eigenschappen van het radarsignaal te bepalen wat voor model radar het signaal uitzendt en kunnen zo onderscheid maken tussen vriend en vijand. Alle types zijn in ieder geval in staat de richting en sterkte van het signaal te bepalen en te bepalen of de radar een zogenaamde lock heeft op het vliegtuig of dat deze alleen het luchtruim af aan het zoeken is, zo kan de piloot een inschatting maken van het gevaar. Moderne synthetische apertuurradars zoeken en volgen tegelijk: track while scan. Vaak zijn deze systemen ook uitgerust met een detectiesysteem voor infrarood geleide raketten. Zo heeft de F-35 Lightning II elektro-optische sensoren verspreid over het toestel om te waarschuwen voor naderende raketten.
De volgende tegenmaatregel is een apparaat om de radar van de vijand te storen (radar jammer, ook wel Electronic Counter Measures of ECM genoemd). Deze maatregel heeft echter ook een nadeel, sommige raketten zijn uitgerust met een systeem dat de richting van deze storingsbron kan bepalen en zo de raket kan geleiden (Home On Jam, kortweg HOJ).
Een derde methode is door middel van een decoy. Dit is een apparaat dat gelanceerd of achter het vliegtuig aan gesleept kan worden en dat bedoeld is om de aandacht af te leiden van het vliegtuig zelf. Dit door gebruik te maken van een radar jammer op het apparaat, maar het is ook zo ontworpen dat de radar cross-section groter is dan die van het toestel zelf waardoor het een opvallender doel is.
De laatste tegenmaatregel is het misleiden en ontwijken van de raket nadat die gelanceerd is. Dit gebeurt door middel van manoeuvreren en het afvuren van antiradarsneeuw (chaff) en flares. Radarsneeuw bestaat uit aluminiumdeeltjes en probeert radargeleide raketten te misleiden en flares zijn magnesiumfakkels die warmte afgeven en zo infraroodgeleide raketten proberen te misleiden. Het afvuren hiervan moet echter goed getimed worden, een moderne lucht-luchtraket laat zich niet makkelijk misleiden. Hierom is het belangrijk dat dit gecombineerd wordt met het ontwijken van de raket.

## Belangrijkste lucht-luchtraketten
| Naam               | Producent           | Geleiding                            | Bereik |
| ------------------ | ------------------- | ------------------------------------ | ------ |
| AIM-9 Sidewinder   | Verenigde Staten    | Infrarood                            | 35 km  |
| R-73               | Rusland             | Infrarood                            | 40 km  |
| AIM-132 ASRAAM     | Verenigd Koninkrijk | Infrarood, INS                       | 15 km  |
| Matra R550 Magic 2 | Frankrijk           | Infrarood                            | 15 km  |
| Python-5           | Israël              | Infrarood                            | 20 km  |
| IRIS-T             | Europese Unie       | Infrarood                            | 25 km  |
| I-Derby ER         | Israël              | radar                                | 50 km  |
| AIM-7 Sparrow      | Verenigde Staten    | Semiactieve radar                    | 70 km  |
| MICA               | Frankrijk           | INS, datalink, radar, infrarood      | 100 km |
| AIM-120 AMRAAM     | Verenigde Staten    | Actieve radar                        | 180 km |
| R-27               | Rusland             | Verschillend                         | 170 km |
| R-77               | Rusland             | Actieve radar                        | 193 km |
| MBDA Meteor        | Europese Unie       | Actieve radar                        | 200 km |
| AIM-54 Phoenix     | Verenigde Staten    | Actieve radar                        | 184 km |
| R-33               | Rusland             | Semiactieve radar                    | 304 km |
| R-37               | Rusland             | Actieve of semiactieve radar         | 400 km |
| PL-10              | China               | infrarood ofwel actieve radar        | 20 km  |
| PL-12              | China               | radar                                | 100 km |
| PL-15              | China               | datalink, radar                      | 250 km |
| PL-16              | China               | datalink, radar                      | 250 km |
| PL-17              | China               | INS, GPS, datalink, infrarood, radar | 400 km |
| PL-21              | China               | radar                                | 300 km |